# Вульгарность
Вульга́рность (лат. vulgaris «обычный, обыкновенный; общедоступный») — пошлость, грубость, непристойность, бестактность, отсутствие вкуса. Иногда используется как антоним понятия «красота».
Судя по происхождению слова, вульгарность изначально могла не оцениваться негативно (ср. Вульгата), так как характеризовала поведение и вкусы широких слоёв бедного населения. Негативное значение она приобрела, когда сознательно стала противопоставлять себя высокой культуре и высокому стилю.
Складывание вульгарной культуры в западноевропейской городской среде совпало с эпохой Просвещения. Основную роль в её создании исследователи отводят новому появившемуся классу — буржуазии — который выступал основным спонсором культурной и интеллектуальной жизни того времени, но и одновременно требовал следования утилитарным, приземленным идеалам. В итоге это вылилось в появление вульгарной (массовой) городской культуры.
Складывание «вульгарной» городской культуры в России началось с появлением процесса урбанизации. Этот процесс стал особенно интенсивен в XIX и XX веках. «Вульгарная» культура России в меньшей степени, чем на Западе — буржуазная культура: это именно культура перемещённых в город деревенских масс. Поскольку в городе бывший крестьянин чувствовал свою ущербность и незаметность, то для него насущной оказывалась проблема обратить на себя внимание. Здесь вульгарность приобрела оттенок оригинальности и скандальности, но её от них по-прежнему отличала дешевизна в подборе материалов.